# Nagelfeile

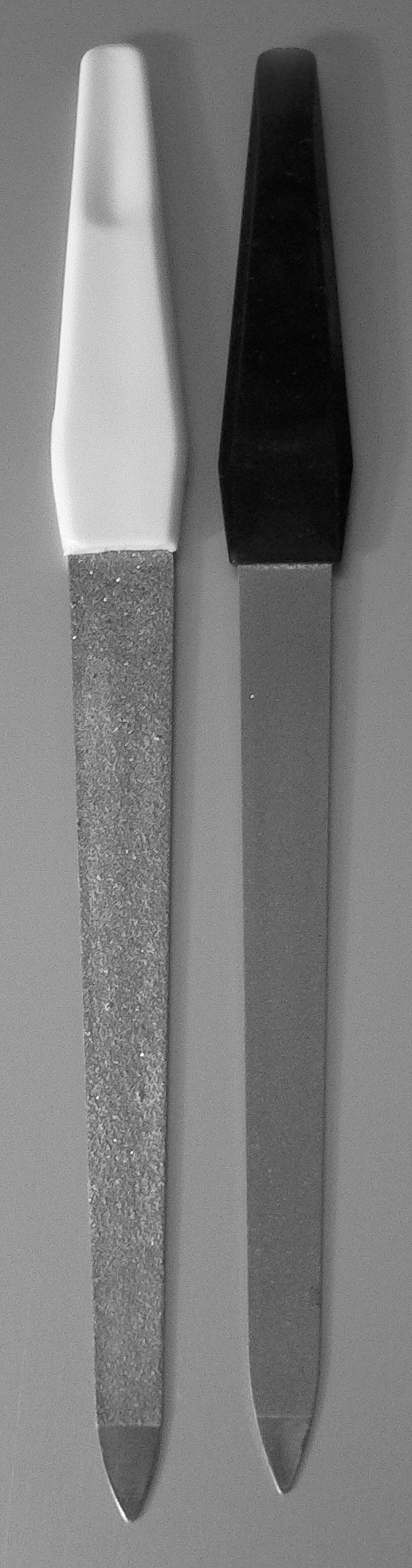
Zwei Nagelfeilen

Eine Nagelfeile ist ein Werkzeug zum Kürzen und Runden sowie Polieren der Fingernägel. Im Gegensatz zu einer Handwerkerfeile ist sie jedoch feiner und meist kleiner als 10 cm. Es gibt Nagelfeilen aus Metall sowie mit Schleifpapier beschichtete Holzspachtel und Modelle aus Glas und Keramik. 
Die technische Besonderheit der Schleiffläche von Glasnagelfeilen besteht darin, dass die Schleifkörnchen nicht mechanisch auf dem Feilenkörper aufgebracht sind, sondern staubfeine Poren in das Hartglas geätzt werden, so dass die Schleiffläche ein Bestandteil des Glasträgers bleibt und sich nicht davon lösen kann. Ein Nachteil der Glasfeilen gegenüber herkömmlichen Metallfeilen ist, dass sie beim Kürzen der Nägel stärker vibrieren als eine Metallfeile.
Polierfeilen mit besonders feiner Körnung, die auf einer nachgiebigen, kissenartigen Oberfläche aufgebracht ist, verleihen der Nageloberfläche Glanz, indem sie Rillen oder Verfärbungen fein ausgleichen, sollten jedoch erst dann wieder verwendet werden, wenn sich der Fingernagel regeneriert hat.
Der Feinheitsgrad von Nagelfeilen wird in Grit angegeben. Je höher der Wert, desto geringer ist die Schleifwirkung. Beim Kürzen und Formen kommen abhängig von der Stärke des Nagels Feilen mit 80 bis 120 Grit und in den weiteren Arbeitsschritten feinere Exemplare zum Einsatz. Polierfeilen für die Nageloberfläche zeichnen sich durch 900 bis 12.000 Grit aus.